# جيمي مور (ملاكم)
جيمي مور (بالإنجليزية: Jamie Moore)‏ مواليد 4 نوفمبر 1978 في مانشستر الكبرى، إنجلترا، هو ملاكم بريطاني يصنف ضمن فئة وزن خفيف المتوسط.

## إحصائيات
خاض خلال مسيرته 37 نزالا، فاز في 32 وخسر في 5. فاز بالضربة القاضية في 23 نزالا.

## وصلات خارجية
- جيمي مور على موقع بوكس ريك (الإنجليزية) (registration required)
- الموقع الرسمي